# الهيرة (مذيخرة)

تعديل مصدري - تعديل

الهيرة محلة تابعة لقرية الشحيم، التابعة لعزلة بني مليك بمديرية مذيخرة إحدى مديريات محافظة إب في الجمهورية اليمنية، بلغ تعداد سكانها 31 حسب تعداد اليمن لعام 2004.